# Bromid stříbrný
Bromid stříbrný (AgBr) je žlutá krystalická látka prakticky nerozpustná ve vodě, používaná (podobně stejně jako jiné halogenidy stříbra) ve fotografickém průmyslu. Je rozpustný v roztocích rozpustných kyanidů, thiosíranů a amoniaku.
V přírodě se vyskytuje jako minerál bromargyrit.

## Příprava
Nejčastěji se připravuje reakcí dusičnanu stříbrného s bromidem draselným nebo bromidem sodným:
AgNO3(aq) + KBr(aq) → AgBr↓(s)+ KNO3(aq).

## Fyzikální vlastnosti
Na přímém slunečním světle se postupně rozkládá, což se projevuje tmavnutím zpočátku kanárkově žluté barvy na šedou. Šedá barva je způsobena vznikajícím stříbrem při rozkladu. Rovnice rozkladu:
2 AgBr −světlo→ 2 Ag + Br2
| Sloučenina                                                                 | Krystal                     | Struktura         | mřížka, a /Å |
| AgF, fluorid stříbrný                                                      | fcc                         | sůl kamenná, NaCl | 4,936        |
| AgCl, chlorid stříbrný                                                     | fcc                         | sůl kamenná, NaCl | 5,549 1      |
| AgBr, bromid stříbrný                                                      | fcc                         | sůl kamenná, NaCl | 5,774 5      |
| \| \| \| \| Plošně středová kubická struktura \| Struktura soli kamenné \| |                             |                   |              |
| Plošně středová kubická struktura                                          | Struktura soli kamenné NaCl |                   |              |
| Plošně středová kubická struktura                                          | Struktura soli kamenné      |                   |              |